# Fris

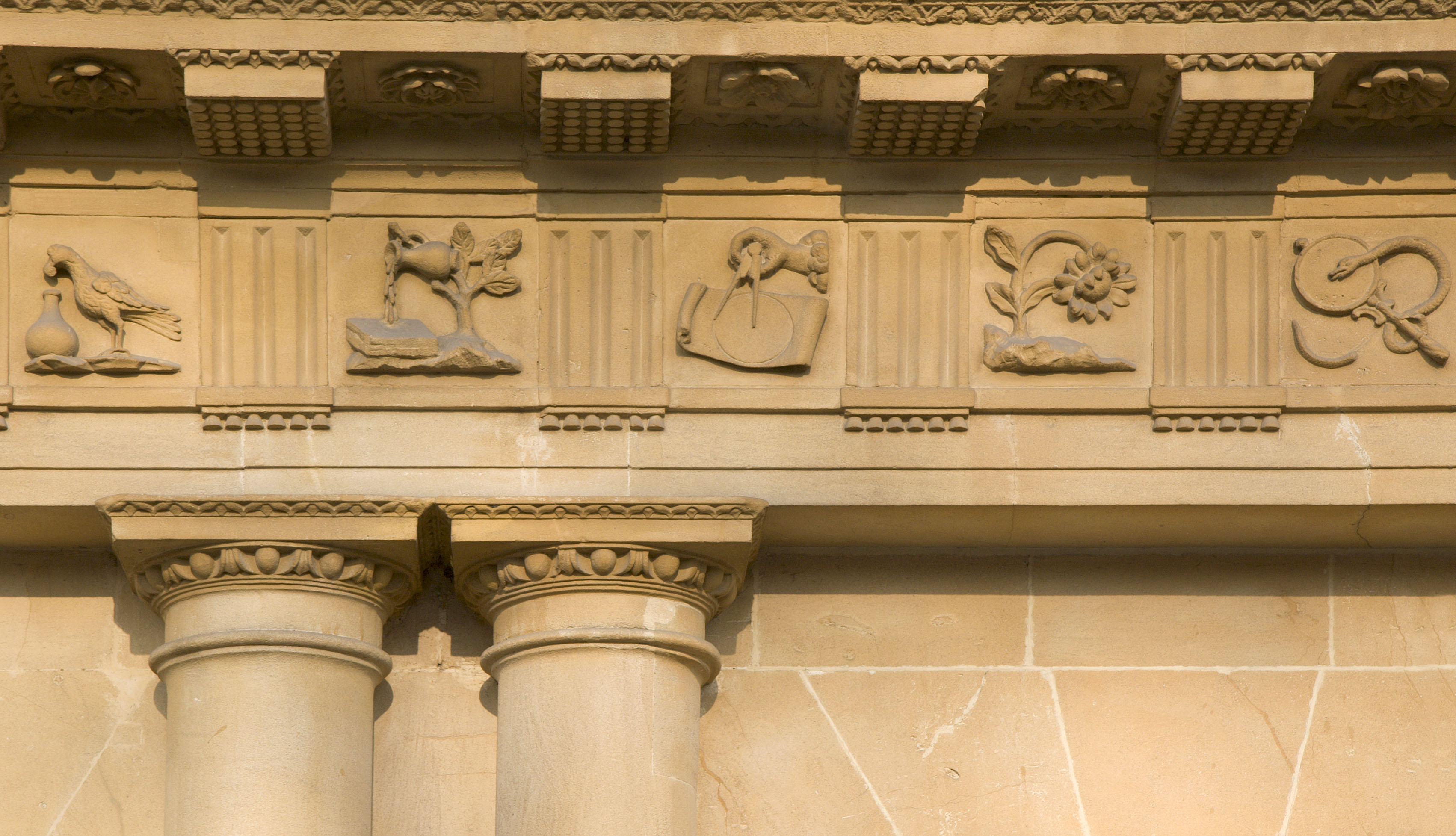
Fris med triglyfer och metoper. The Circus, Bath.

En fris är den mellersta delen av ett entablement. I den doriska ordningen är frisen dekorerad med triglyfer och metoper.

## Lista över friser
- Bukranionfris
- Bågfris
- Diamantfris
- Diamantsnitt
- Djurfris
- Doriskt kymation
- Entrelacs
- Fjällmönster
- Gotisk bladfris
- Joniskt kumation
- Korsbågefris
- Lesbiskt kymation
- Löpande hund
- Meander
- Palmettfris
- Pärlstav
- Repstav
- Romansk bladfris
- Rombfris
- Rullsfris
- Rundbågefris
- Rutfris
- Schackbrädesfris
- Skivmönster
- Sågtandsfris
- Tandsnitt
- Tångfris
- Vågband
- Zig-Zagfris

## Galleri

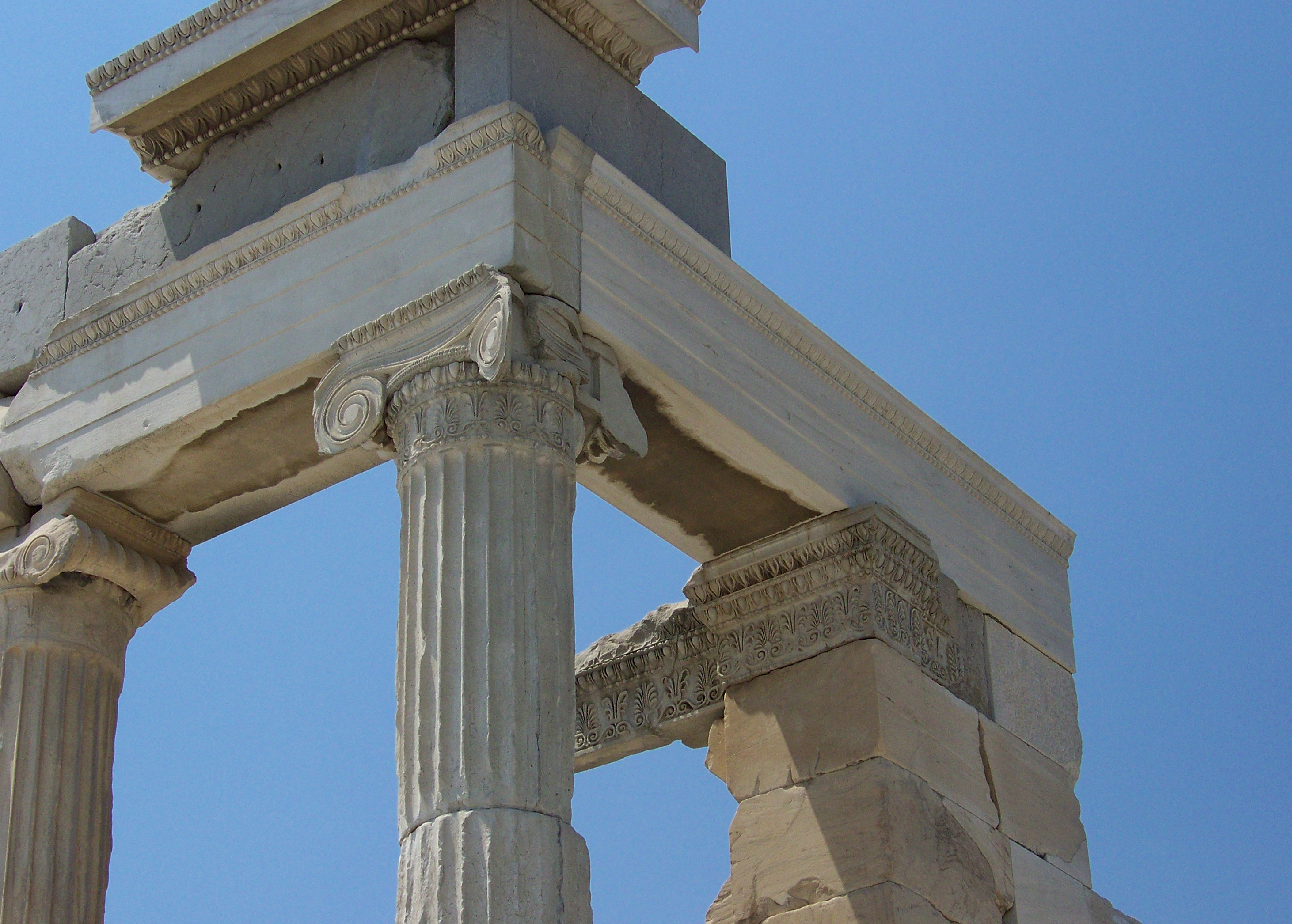
Jonisk fris.
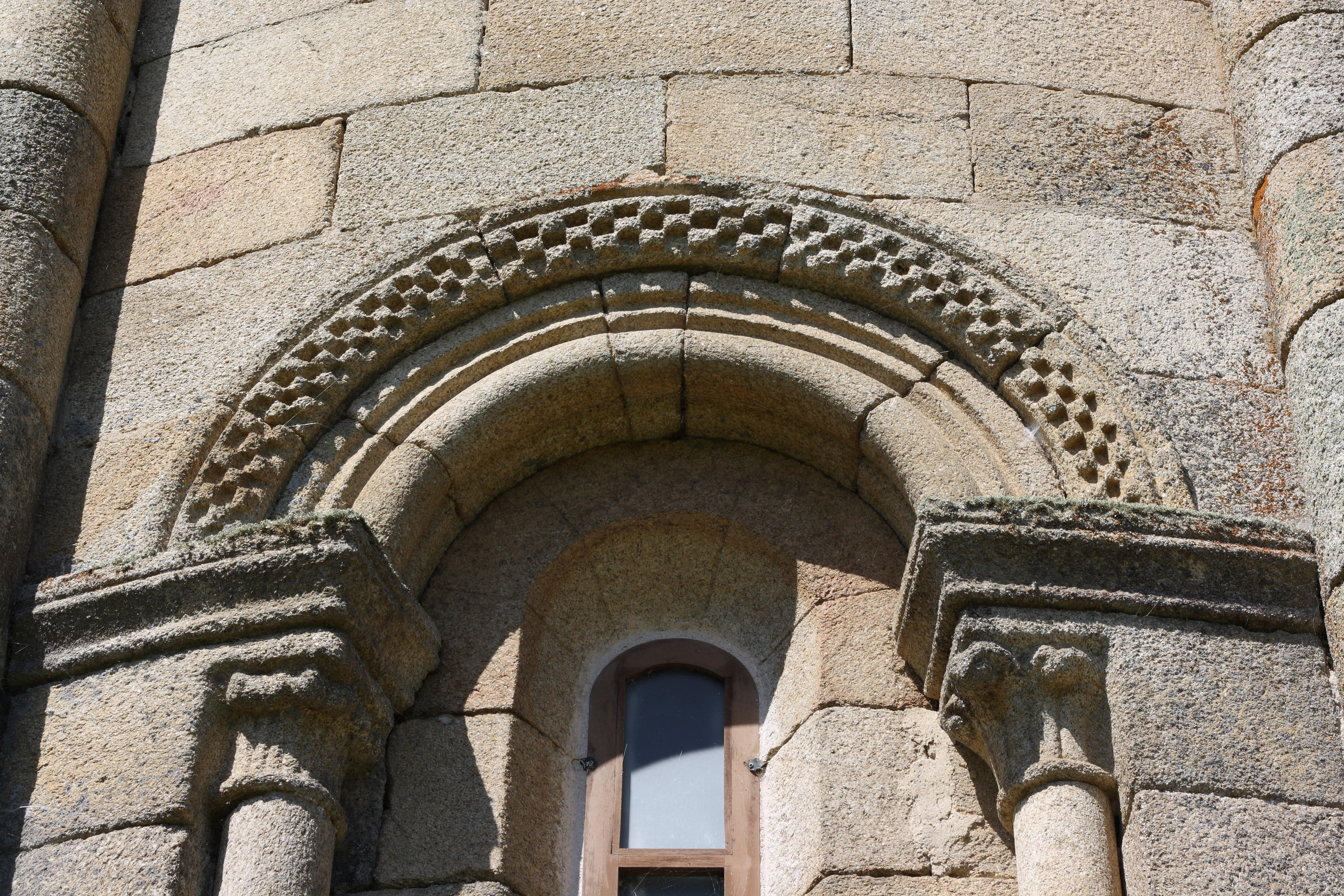
Schackbrädesfris.
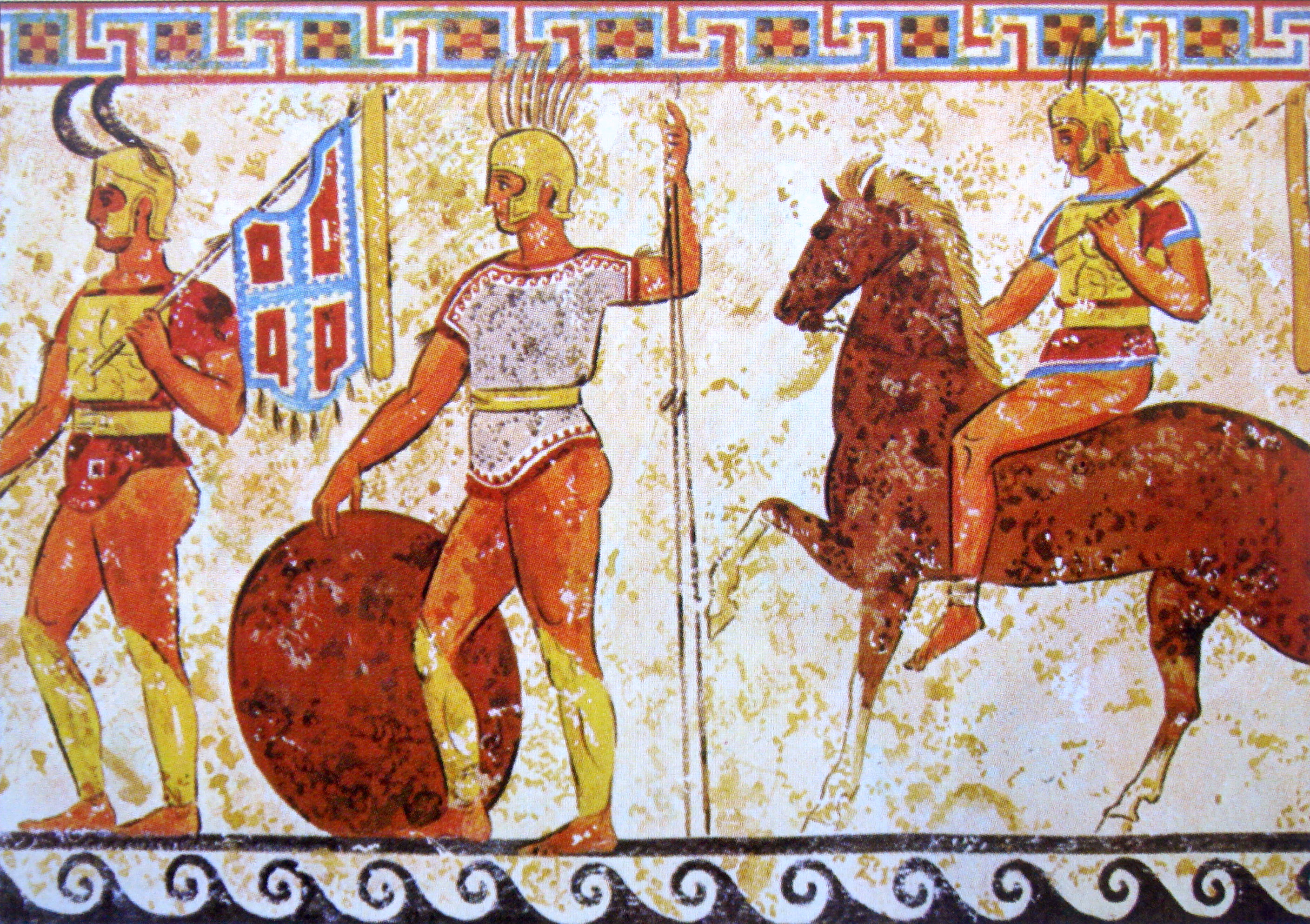
Soldater med löpande hund-fris längst ner.
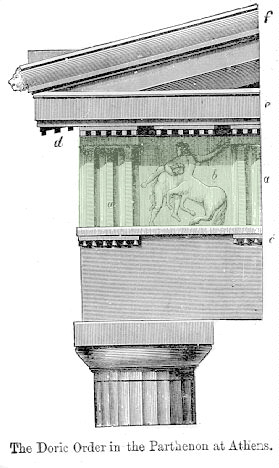
Dorisk fris markerad med grönt.